# سیمون بنتیوولیو
سیمون بنتیوولیو (انگلیسی: Simone Bentivoglio؛ زادهٔ ۲۹ مهٔ ۱۹۸۵) بازیکن فوتبال اهل ایتالیا است.
از باشگاه‌هایی که در آن بازی کرده‌است می‌توان به باشگاه فوتبال مودنا، باشگاه فوتبال کیه‌وو ورونا، باشگاه فوتبال یوونتوس، باشگاه فوتبال برشا، باشگاه فوتبال باری، باشگاه فوتبال پادوا، و باشگاه فوتبال سمپدوریا اشاره کرد.
وی همچنین در تیم‌های ملی فوتبال زیر ۲۰ سال ایتالیا و زیر ۲۱ سال ایتالیا بازی کرده‌است.